# Friderika Lujza porosz királyi hercegnő
Poroszországi Friderika Lujza (németül: Friederike Luise von Preußen; Berlin, Porosz Királyság, 1714. augusztus 29. – Unterschwaningen, Bajor Választófejedelemség, 1784. február 4.), a Hohenzollern-házból származó porosz királyi hercegnő, I. Frigyes Vilmos porosz király és Hannoveri Zsófia Dorottya harmadik leánya, aki Károly Vilmos Frigyes őrgróffal kötött házassága révén brandenburg–ansbachi őrgrófné 1729-től hitvese 1757-ben bekövetkezett haláláig.

## Származása
Friderika Lujza királyi hercegnő 1714. augusztus 29-én született Berlinben, a porosz uralkodódinasztia, a Hohenzollern-ház tagjaként. Apja I. Frigyes Vilmos porosz király és brandenburgi őrgróf, aki I. Frigyes király és Hannoveri Zsófia Sarolta királyné egyetlen gyermeke volt. Apai nagyapai dédszülei Frigyes Vilmos brandenburgi választófejedelem és Oránia–Nassaui Lujza Henrietta hercegnő (Frigyes Henrik orániai herceg leánya), míg apai nagyanyai dédszülei Ernő Ágost hannoveri választófejedelem és Pfalz–Simmerni Zsófia hercegnő (V. Frigyes pfalzi választófejedelem és cseh király leánya) voltak.
Édesanyja a német Hannover-házból származó Zsófia Dorottya hannoveri hercegnő, I. György brit király és Braunschweig–Lüneburgi Zsófia Dorottya hercegnő egyetlen leánygyermeke volt. Anyai nagyapai dédszülei szintén Ernő Ágost választófejedelem és Pfalz–Simmerni Zsófia hercegnő, míg anyai nagyanyai dédszülei György Vilmos braunschweig–lüneburgi herceg és egy francia nemeskisasszony, Éléonore Desmier d’Olbreuse (Alexandre Desmier, Olbreuse urának leánya) voltak. Friderika Lujza királyi hercegnő szülei így közeli rokoni kapcsolatban álltak, első-unokatestvérek voltak.
A hercegnő volt szülei tizennégy gyermeke közül a hatodik, egyben a harmadik leánygyermek. Felnőttkort megért testvérei között olyan magas rangú személyek vannak mint Vilma királyi hercegnő, aki Frigyes brandenburg–bayreuthi őrgróf felesége lett; a későbbi II. Nagy Frigyes porosz király; Filippa Sarolta királyi hercegnő, aki I. Károly braunschweig–wolfenbütteli fejedelem felesége lett; Zsófia Dorottya királyi hercegnő, Frigyes Vilmos brandenburg–schwedti őrgróf hitvese; Lujza Ulrika királyi hercegnő, aki Adolf Frigyes svéd király felesége lett; továbbá Ágost Vilmos királyi herceg (a későbbi II. Frigyes Vilmos porosz király apja); Anna Amália királyi hercegnő, Quedlinburg apátnője; valamint Henrik királyi herceg, neves hadvezér és Ágost Ferdinánd nagymester.

## Házassága és gyermekei
Friderika Lujza királyi hercegnő hitvese a szintén a Hohenzollern-ház tagja, Károly Vilmos Frigyes brandenburg–ansbachi őrgróf lett. Károly Vilmos Frigyes volt Vilmos Frigyes brandenburg–ansbachi őrgróf és Württemberg–Winnentali Krisztina Sarolta (Frigyes Sándor württemberg–winnentali herceg leányának) legidősebb fiúgyermeke. Házasságukra 1729. május 30-án került sor Berlinben. Kettőjük kapcsolatából összesen két gyermek született, melyek közül egy érte meg a felnőttkort. Gyermekeik:
- Károly Frigyes Ágost őrgróf (1733. április 7. – 1737. május 9.), kisgyermekként elhunyt
- Károly Sándor őrgróf (1736. február 24. – 1806. január 5.), Brandenburg–ansbach utolsó őrgrófja